# Marc Ledoux
Pour les articles homonymes, voir Ledoux.
Marc Ledoux (né le 4 mars 1986, La Louvière) est un joueur de tennis de table belge. Touché par une infirmité motrice cérébrale, il a remporté deux médailles aux Jeux paralympiques d'été de 2004. Il est en compétition pour la Belgique lors des Jeux paralympiques d'été de 2012. Son père, Alain Ledoux, a également participé aux Jeux paralympiques en tennis de table.